# مارك جورج (لاعب كريكت)
مارك جورج (بالإنجليزية: Mark George)‏ (22 ديسمبر 1977 في أستراليا - ) هو لاعب كريكت أسترالي. لعب مع Kent Cricket Board ‏.

## وصلات خارجية
- مارك جورج على موقع إي آس بي آن كريك إنفو (الإنجليزية)